# Rotaria sordida
Rotaria sordida är en hjuldjursart som först beskrevs av Western 1893.  Rotaria sordida ingår i släktet Rotaria och familjen Philodinidae. Arten är reproducerande i Sverige.

## Underarter
Arten delas in i följande underarter:
- R. s. fimbriata
- R. s. sordida